# Thomas Ellwood
Thomas Ellwood, född i oktober 1639, död den 1 mars 1713, var en engelsk kväkare.
Ellwood tjänstgjorde en tid som föreläsare åt sin vän den blinde skalden John Milton och ingav denne tanken att skriva Paradise Regained. Ellwood var nära förbunden med kväkarledarna George Fox och William Penn, utgav 1690 Fox dagbok samt författade själv en mängd teologiska stridsskrifter, ett andligt epos, Davideis (1712), samt en mycket läst självbiografi (1714, senast omtryckt av Henry Morley i "Universal library" 1885).